# 高賓
高 賓（こう ひん、503年 - 572年）は、中国の南北朝時代の官僚。字は元賓。本貫は渤海郡蓨県。高熲の父。

## 経歴
撫軍将軍・兗州刺史である高季安の子として生まれた。東魏に仕えて、龍驤将軍・諫議大夫・立義都督を歴任した。才能をねたまれて、高歓に誣告された。高賓は難に遭うのをおそれ、540年（東魏:興和2年、西魏:大統6年）に家族を捨てて西魏に亡命し、独孤信の幕僚となった。安東将軍・銀青光禄大夫の位を受けた。しばらくして通直散騎常侍・撫軍将軍・大都督に転じた。557年、北周の明帝が即位すると、高賓は咸陽郡太守となった。使持節・車騎大将軍・儀同三司・散騎常侍の位を加えられ、独孤氏の姓を賜った。
559年（武成元年）、御正下大夫の位を受け、小載師下大夫を兼ね、益州総管府長史として出向した。561年（保定元年）、召還されて計部中大夫となり、中外府従事中郎をつとめ、武陽県伯の爵位を受けた。太府中大夫の位を受け、斉公宇文憲の下で府長史をつとめた。567年（天和2年）、都督鄀州諸軍事・鄀州刺史に任じられた。位は驃騎大将軍・開府儀同三司に進み、襄州総管府司録をつとめた。572年（建徳元年）5月12日、万年県天義里の邸で死去した。享年は68。隋の開皇年間に礼部尚書・武陽公の位を追贈された。諡は簡といった。

## 伝記資料
- 『周書』巻37 列伝第29
- 『北史』巻72 列伝第60
- 周故驃騎大将軍開府儀同三司大都督贈并冀二州諸軍事并州刺史武陽県開国伯独孤公墓誌銘（独孤賓墓誌）